# Mitani Akari
Mitani Akari (美谷 朱里 (Mĩ-Cốc Chu-Lý) 15 tháng 4 năm 1997 –) là một nữ diễn viên khiêu dâm người Nhật Bản.

## Sự nghiệp
Cô ra mắt ngành phim khiêu dâm với hình tượng là một "nữ sinh đại học đang hoạt động". Cô sau đó tiết lộ là danh hiệu đó chỉ là "tiêu đề" để cô làm diễn viên. Từ đó, cô đã đóng hơn 400 phim trong khoảng 3 năm từ khi ra mắt ngành với tư cách là nữ diễn viên tự do tự lập kế hoạch.
Tháng 2/2019, bộ phim "Kỉ niệm 2 năm KMP VR! Phim Paco thanh bình tối thượng được tổ chức trực tiếp!!  Hachino Tsubasa・Mitani Akari・Takasugi Mari・Kururugi Aoi" xếp thứ nhất trong mục "Bộ phim khiêu dâm thực tế ảo gợi cảm này thật tuyệt" nửa sau năm 2018.
12/3/2019, cô được đề cử cho giải FLASH tại Giải thưởng truyền hình phim khiêu dâm Sky PerfecTV! 2019. 12/5/2019, cô được đề cử cho giải Nữ diễn viên tốt nhất tại Giải thưởng phim người lớn FANZA 2019 và cô đã nhận một giải đặc biệt.
Tháng 4/2020, cô thông báo cô sẽ tốt nghiệp công ti quản lí và trở thành nữ diễn viên độc quyền của Honnaka và Das!. Tháng 8/2020, cô xếp thứ 9 trong bảng xếp hạng nữ diễn viên khiêu dâm được FANZA thông báo hàng tháng. Tháng 12/2020, cô xếp thứ 25 trong bảng "FLASH 2020 BEST100 diễn viên đang hoạt động gợi cảm nhất" được bầu chọn bởi độc giả.
1/1/2021, tiêu chuẩn đĩa Ultra HD Blu-ray của ngành phim khiêu dâm sẽ được ra mắt và cô sẽ là nữ diễn viên then chốt (các phim khác nhau sẽ được xuất bản đồng thời từ ba nhà sản xuất Idea Pocket, PREMIUM và Das!).
1/1/2022, cô mở kênh YouTube 山岸と美谷/Yamagishi và Mitani với Yamagishi Aika. Từ tháng 1 cùng năm, cô trở thành người dẫn chương trình truyền hình mặt đất thường trực tại Hội nghị gửi lời chúc đặc biệt bí mật Morita no Ura Nippon.
Tháng 3/2022, cô nhận giải Thành tích đặc biêt của "Weekly Playboy" của Shūeisha cho những thành thích của cô trong việc truyền bá phim khiêu dâm tại Giải thưởng Erodemy 2022. Tháng 5/2022, cô xếp thứ 15 trong cuộc "bầu cử nữ diễn viên phim khiêu dâm SEXY đang hoạt động" của Asahi Geino.
19/12/2022, cô xếp thứ nhất trong bảng xếp hạng sàn cho thuê FANZA với phim "Nhân viên massage chạm vào phần nhạy cảm của tôi quá nhiều, và tôi đã thiếp đi vì không chịu được sự sảng khoái" (派遣マッサージ師にきわどい秘部を触られすぎて、快楽に耐え切れず寝取られました。美谷朱里).
Từ khi vào ngành, cô đã thuộc về công ti Cruise Group trong thời gian dài, tuy nhiên vào ngày 13/1/2023 cô đã thông báo trên Twitter rằng cô đã chuyển văn phòng chủ quản sang All Pro.
Tháng 5/2023, cô xếp thứ 37 trong bảng "bầu cử nữ diễn viên phim khiêu dâm SEXY đang hoạt động 2023" của Asahi Geinō.

## Đời tư
- Cô bắt đầu xem phim khiêu dâm trực tuyến khi học cấp hai.[17] Người hâm mộ đầu tiên của cô là Uehara Ai, từ đó cô có thể làm quen với các thành viên của Ebisu ★ Muscats và bắt đầu xem nhiều phim.
- Đến năm 2018, cô đã có kinh nghiệm 13 năm nhảy múa. Cô đã học cách nhảy punking và rock từ 3 đến 16 tuổi,[18] và từng thắng giải theo nhóm tại chuyển lưu diễn Đông Nhật Bản của trường học nhảy của cô.[19] Vì giáo viên của cô nghĩ rằng cô nên trải nghiệm nhiều thể loại, cô cũng có kinh nghiệm nhảy nhạc jazz và nhạc pop.[18] Cô cũng có thể nhào lộn và lộn ngược người vì eo cô khá mềm mại.[20] Ngoài ra, cô cũng có thân người chắc chắn, có thể di chuyển hông lên xuống và trước sau mà không di chuyển thân trên.[2] Ngay cả trong phim khiêu dâm, tư thế 90 độ (cowgirl) của cô được đánh giá là "nhỏ người, tốc độ nhanh, có thể nhảy tốt" và tư thế này của cô thường được đánh giá cao.[21] Vì nhảy múa là môn thể thao đồng đội, cô nói rằng cô cảm thấy hạnh phúc khi năng lực riêng của cô được đánh giá cao.[19]
- Cô cũng được biết đến là "Kikatan Monster" vì cô đã xuất hiện trong nhiều phịm với tư cách là nữ diễn viên tự do tự lập kế hoạch.[22]
- Từ khi cô được tặng dụng cụ làm đẹp từ một nhà làm tóc, cô nhận ra mỹ phẩm làm thay đổi chất da của cô.[23] Vào tháng 12/2020, cô có khoảng 3 bộ mỹ phẩm các loại, và cô trang điểm theo chủ đề "sạch và đẹp" và "loại bỏ khuyết điểm".[23]